# СК Одесса
«СК Одесса» — бывший украинский футбольный клуб из города Одессы.

## История

### Хронология названий команды
| Период    | Название                                  |
| --------- | ----------------------------------------- |
| 1944—1956 | ОДО (Одесса)                              |
| 1957—1959 | СКВО (Одесса)                             |
| 1960—1971 | СКА (Одесса)                              |
| 1972—1973 | «Звезда» (Тирасполь, Молдавская ССР)      |
| 1974—1975 | Команда города Тирасполя (Молдавская ССР) |
| 1976—1992 | СКА (Одесса)                              |
| 1992—1999 | СК Одесса                                 |

Клуб основан в 1944 году под названием ОДО (Одесса) при Доме Красной армии (ДКА).
С 1957 г. команда называлась СКВО (спортивный клуб военного округа). В сезоне 1959/60 гг. команда стала первым одесским клубом, вышедшим в 1/2 финала розыгрыша кубка СССР. Там армейцы уступили будущему победителю — московскому «Торпедо». В высшей лиге чемпионата СССР команда участвовала в сезонах 1965 и 1966 гг.
В 1971 году после окончания сезона футбольную команду одесского СКА переводят в Тирасполь. В 1972—1975 гг. она выступает под названием «Звезда» (Тирасполь).

### Украинa (1992—1999)
| 1992    | Сергей Марусин                                                                            | Высшая лига             | 20 (20) | 18 | 3  | 1  | 14 | 15 | 32 | 7  | 1/16 финала | Виталий Парахневич (4/15)   |
| 1992/93 | Владимир Смаровоз (1 круг), Сергей Жарков (2 круг)                                        | Первая лига             | 12 (22) | 42 | 15 | 10 | 17 | 54 | 61 | 40 | 1/8 финала  | Виталий Парахневич (10/54)  |
| 1993/94 | Владимир Смаровоз                                                                         | Первая лига             | 13 (20) | 38 | 12 | 9  | 17 | 45 | 54 | 33 | 1/32 финала | Александр Петрик (6/43)     |
| 1994/95 | Сергей Марусин                                                                            | Первая лига             | 12 (22) | 42 | 16 | 8  | 18 | 51 | 51 | 56 | 1/16 финала | Александр Козакевич (9/51)  |
| 1995/96 | Сергей Марусин                                                                            | Первая лига             | 18 (22) | 42 | 11 | 11 | 20 | 35 | 63 | 44 | 1/16 финала | Владимир Мельниченко (8/35) |
| 1996/97 | Сергей Марусин                                                                            | Первая лига             | 21 (24) | 46 | 14 | 8  | 24 | 47 | 79 | 50 | 1/32 финала | Владимир Мельниченко (9/47) |
| 1997/98 | Валерий Мельник (до 16.08), Александр Щербаков (с 17.08), Александр Голоколосов (с 24.09) | Вторая лига, Группа «Б» | 3 (17)  | 32 | 18 | 7  | 7  | 48 | 29 | 61 | 1/32 финала | Валентин Стрижаков (9/48)   |
| 1998/99 | Александр Голоколосов (до 03.11), Александр Щербаков (с 16.11)                            | Вторая лига, Группа «Б» | 1 (16)  | 26 | 22 | 2  | 2  | 73 | 13 | 68 | 1/8 финала  | Вячеслав Терещенко (19/73)  |

В 1999 г. на базе команды был создан клуб «Черноморец-2». Клуб «СК Одесса» прекратил своё существование. Лучшее достижение в первенстве Украины — 10 место в группе «Б» высшей лиги в сезоне 1992. Лучшее достижение в розыгрышах кубка Украины — выход в 1/8 финала в сезонах 1992/93 и 1998/99 гг. В обоих случаях команда по ходу розыгрыша обыграла по сумме двух матчей другой одесский клуб — «Черноморец».

## Визитная карточка
С 1944 по 1991 гг. выступал под названием СКА (Одесса) в чемпионатах и розыгрышах кубка СССР по футболу. С 1992 по 1999 гг. — под названием «СК Одесса» в чемпионатах и розыгрышах кубка Украины по футболу.

### Символика клуба
- В 1944 году официальными цветами стали красный и синий (СКА)
- С 1992 по 1999 гг. официальными цветами стали зелёный и белый («СК Одесса»)

#### Клубные цвета
красно-синие (СКА)
| Красный | Синий |

зелёно-белые (СК «Одесса»)
| Зелёный | Белый |

#### Герб клуба
|  |  |

## Достижения

### Украинская ССР
- Чемпионат УССР
  - Чемпион (3): 1957, 1963, 1977
  - Серебряный призёр: 1961
  - Бронзовый призёр (4): 1956, 1959, 1976, 1988

- Кубок УССР
  - Обладатель: 1957
  - Финалист: 1954